# Арнолд от Егмонт
Арнолд от Егмонт (на немски: Arnold von Egmond; * 14 юли 1410, дворец Хоеф, Егмонт-Бинен, Северна Холандия, † 23 февруари 1473, дворец Граве, Граве, Северен Брабант), от Дом Егмонт, е херцог на Гелдерн и граф на Цутфен от 1423 до 1465 г. и от 1471 до 1473 г.

## Биография
Той е син на Ян II от Егмонт (1385 – 1451) и на Мария ван Аркел († 18 юли 1415).
До 1436 г. Арнолд е под опекунството на баща му. След смъртта на бездетния херцог на Гелдерн и Юлих, Райналд IV († 25 юни 1423), Арнолд води дълги наследствени войни с Адолф фон Берг и Герхард II фон Юлих-Берг.
През 1450 г. той прави поклонение в Рим и Йерусалим. През 1451 г. става рицар на ордена на Светия гроб в Йерусалим. От 1456 г. води гражданска война с неговия син Адолф фон Егмонт, който през януари 1465 г. го затваря. Адолф е затворен от бургундите в Намюр на 10 февруари 1471 г.
През февруари 1473 г. Арнолд от Егмонт умира от удар на 62-годишна възраст.

## Фамилия
Първи брак: на 26 януари 1430 г. с Катарина фон Клеве (1417 – 1479), дъщеря на херцог Адолф II фон Клеве (1373 –1448) от Херцогство Клеве. С нея той има децата:
- Мария Гелдерландска (1432 – 1463), ∞ 1449 г. за крал Джеймс II от Шотландия (1430 – 1460)
- Едуард (1434, умира като малко дете)
- Вилхелм (1435, умира като малко дете)
- Маргарета (1436 – 1486), ∞ 1454 г. за херцог Фридрих I от Пфалц-Зимерн (1417 – 1480)
- Адолф (1438 – 1477)
- Катарина (1439 – 1497), тайно ∞ за епископа на Лиеж, Лудвиг Бурбон (1438 – 1482/1486), с който има трима сина

Втори брак: с Катарина от Страсбург.